# Tweedelijnsbehandeling
Een tweedelijnsbehandeling is een behandeling voor een bepaalde aandoening (zoals een vorm van kanker). Een tweedelijnsbehandeling wordt ingezet wanneer de eerstelijnsbehandeling niet (meer) voldoende effectief blijkt om de aandoening te genezen. Bij een tweedelijnsbehandeling is de therapie vaak zwaarder en heeft deze meer bijwerkingen dan het geval is bij een eerstelijnsbehandeling. 
Als ook de tweedelijnsbehandeling niet (meer) voldoende effectief blijkt, wordt een derdelijnsbehandeling ingezet.  
Een tweedelijnsbehandeling of derdelijnsbehandeling wordt soms gezien als laatste redmiddel, het aantal beschikbare behandellijnen kan echter verder oplopen.
Als er geen behandelopties meer bestaan om de aandoening te genezen en de patiënt uiteindelijk aan de aandoening zal overlijden (de patiënt wordt dan "uitbehandeld" genoemd), wordt een eventuele behandeling palliatief genoemd.